# Valkeala
Valkeala là một đô thị của Phần Lan.
Đô thị này nằm ở tỉnh Nam Phần Lan, gần thành phố Kouvola, thuộc vùng Kymenlaakso. Đô thị này có dân số 11.238 (2003) và diện tích 1.004,40 km² trong đó có 143,47 km² là diện tích mặt nước. Mật độ dân số là 13,1 người trên mỗi km².
Valkeala có vườn quốc gia Repovesi.
Dân đô thị này chỉ sử dụng tiếng Phần Lan
Vào năm 2009, 6 đô thị Kouvola, Kuusankoski, Elimäki, Anjalankoski, Valkeala và Jaala sẽ được sáp nhập để tạo thành đô thị mới Kouvola với 80.000 dân, là thành phố lớn thứ 10 ở Phần Lan.